# Ausonia (Schiff, 1922)
Die RMS Ausonia (II) war ein 1922 in Dienst gestellter Ozeandampfer der britischen Reederei Cunard Line, der im Passagier- und Postverkehr zwischen Großbritannien und Kanada eingesetzt wurde. 1965 wurde das Schiff abgewrackt.

## Geschichte

### Bis zum Zweiten Weltkrieg
Die Ausonia wurde am 22. März 1921 bei Armstrong-Whitworth in Newcastle zu Wasser gelassen. Sie wurde noch im selben Juni fertiggestellt und lief am 31. August von Liverpool zur Jungfernreise nach Montreal aus. Sie war eins von sechs Schwesterschiffen der „A“-Klasse, die die Cunard Line in der ersten Hälfte der 1920er in Dienst stellten. Die anderen waren die Andania (II), die Aurania (III), die Antonia, die Alaunia (II) und die Ascania (II).
Das Schiff war der RMS Ascania sehr ähnlich, lediglich die Kommandobrücke war etwas anders. Wie alle anderen „A“-Schiffe verfügte sie lediglich über die Kabinen- und die 3. Klasse und lief eine Geschwindigkeit von 15 Knoten.
Schon bald wechselte sie auf die London-Kanada-Route. Auch ihre beiden Schwesterschiffe RMS Andania und RMS Antonia wurden von nun an dort eingesetzt. Normalerweise führte die Route von London über Southampton nach Quebec/Montreal, manchmal jedoch fuhr die Ausonia auch Hamburg an. Im Winter, wenn der Sankt-Lorenz-Strom zugefroren war, endete die Reise in Halifax statt in Quebec/Montreal.
1927 wurden die Unterkünfte in Kabinen-, Touristen- und 3. Klasse unterteilt. Zu dieser Zeit versahen die RMS Alaunia, die RMS Ascania und die RMS Andania den wöchentlichen Dienst von London via Southampton und Cherbourg nach Quebec und Montreal. Im gleichen Jahr wechselte die RMS Andania nach Liverpool als Ausgangshafen und die Aurania ging 1928 nach London. Hieran kann man erkennen, dass die Schiffe nach Belieben umgestellt werden konnten. Die Ausonia absolvierte ihre Reisen in den 1920er und 1930er Jahren ohne nennenswerte Zwischenfälle.

### Im Zweiten Weltkrieg
Nach Kriegsbeginn wurden die „A“-Schiffe wegen ihrer als geeignet eingeschätzten Größe eingezogen und zu Hilfskreuzern umgerüstet. Die Ausonia wurde dafür bei Vickers-Armstrong an der Tyne hergerichtet. Sie erhielt als Bewaffnung acht Sechszoll-Geschütze und eine Reihe von Dreizoll-Flugabwehrwaffen. Nach zufriedenstellenden Erprobungen lief HMS Ausonia nach Portsmouth und dann nach Halifax, Nova Scotia, aus. Hier nahm sie ihre neue Aufgabe als Begleitfahrzeug für Konvois auf. Diesen gefährlichen Einsatz nahm das Schiff für die folgenden Jahre wahr, wobei ostgehende Konvois bis zu einer Seeposition südlich von Island begleitet wurden, in Hvalfjord auf Island gebunkert wurde und dann erneut westgehende Konvois nach Halifax begleitet wurden.
1941/42 wurde die Ausonia auf der Werft überholt und unternahm dann auch Patrouillenfahrten im südlichen Atlantik. Der Bedarf an Hilfskreuzern nahm in diesen Jahren ab und im Juni 1942 kaufte die britische Admiralität Cunard das Schiff ab, um es in Portsmouth zu einem Werkstattschiff umrüsten zu lassen. Die großen Geschütze wurden entfernt und durch kleinere Defensivwaffen ersetzt.
Das Schiff war im Mai 1944 wieder einsatzbereit und wurde in Kilindini bei Mombasa, später in Aden und Trincomalee stationiert. Hier reparierte die Besatzung zahlreiche beschädigte Schiffe und Landfahrzeuge. Bis 1946 blieb sie in diesen Gewässern und kehrte am 2. August nach Großbritannien zurück.

### Nach dem Zweiten Weltkrieg
Eine gewisse Zeit gehörte die HMS Ausonia der Reserveflotte in Gareloch an, wurde dann aber nach Chatham, Sheerness und Rosyth verlegt. Während der Werftzeit in Chatham, die von 1951 bis 1954 dauerte, wurden unter anderem die Kessel ersetzt.
Bis Juni 1957 war das Schiff in Millwall aufgelegt. Nach dem Seeklarmachen in Devonport lief es ins Mittelmeer aus, wo es in Malta die HMS Ranpura als Werkstattschiff ablösen sollte. Dort kam die HMS Ausonia im Oktober 1958 an und blieb bis zum Ende ihrer Dienstzeit bei der Marine. Sie war ab Juni 1962 Flaggschiff des Flag Officers der britischen Mittelmeerflotte und diente als Unterkunft und Werkstatt für die britische 5. U-Boots-Division.
Nach und nach wurde die britische Militärpräsenz auf Malta reduziert und am 7. August 1964 kehrte die HMS Ausonia nach Portsmouth zurück. Im September 1965 wurde sie an spanische Abbrecher verkauft und nach Castellon geschleppt, wo sie verschrottet wurde.

## Regelmäßige Liniendienste
- London – Southampton – Québec – Montreal
- London – Southampton – Halifax (Winter)